# Castel Greifenstein
Castel Greifenstein, noto anche come Castel del Porco (dal tedesco Sauschloss), è un complesso fortificato ridotto in rovine che sorge su uno sperone roccioso con pareti a strapiombo sopra Terlano, comune limitrofo di Bolzano. Castel Neuhaus, l'altro castello della zona, rientra nel comune di San Genesio.

## Storia

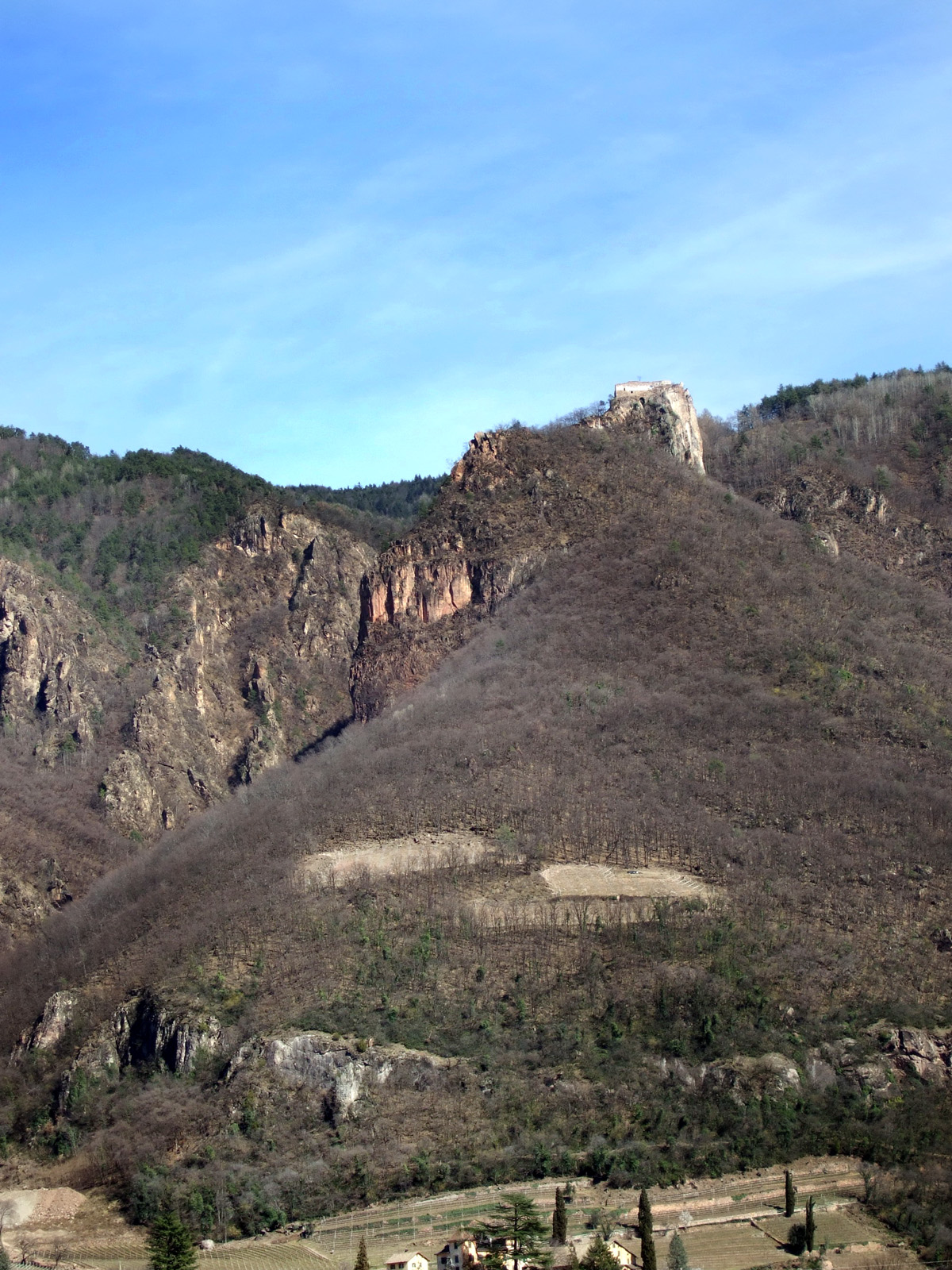
Vista della rovina di Greifenstein

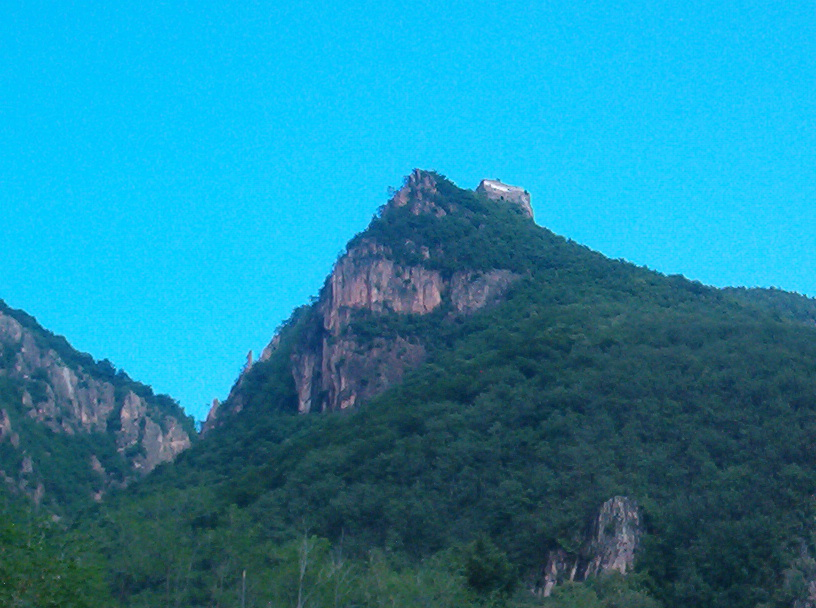
Vista della rovina dal basso

Il castello, eretto dal conte di Bolzano Arnold III von Morit-Greifenstein, viene citato per la prima volta in documenti nel 1158 e durante gli scontri tra il conte di Tirolo ed il vescovo di Trento del 1275, rimase distrutto. Fu ricostruito nuovamente nel 1334, ma nuovamente distrutto da un incendio nel 1348. Fu ricostruito nel 1363. Nel tardo Trecento il manufatto entra in possesso dei signori di Starkenberg, in quanto l'ultimo membro della famiglia von Greifenstein, Federico, era caduto nella battaglia di Sempach nel 1386.
Il soprannome di Sauschloss ("castel del porco") gli venne attribuito, secondo la leggenda, per l'assedio che Federico IV d'Asburgo strinse per molte settimane nel 1423. L'assedio era la conseguenza della rivolta degli Starkenberg contro il potere centrale tirolese, nel corso del quale fu ucciso a Greifenstein, facendolo precipitare dalla rocca, l'emissario bolzanino Nikolaus Hochgeschorn. Gli assediati – e tra loro anche Oswald von Wolkenstein, che compose un poemetto su tale episodio burlandosi degli avversari (dal titolo Nu huss) – gettarono fuori dalle mura verso l'esercito di Federico un maiale arrosto, dando ad intendere che prendere il castello per fame era cosa fuori discussione. Ed effettivamente poco tempo dopo gli assedianti si ritirarono, non immaginando che il maialino arrosto fosse in realtà l'ultima risorsa della guarnigione del castello.
Ai fatti seguirono lunghi processi, testimoniati dal famoso Starkenberger Rotulus, una dettagliata accusa contro gli assediati e ribelli. Di seguito, gli Asburgo affidarono il castello ai loro funzionari, come nel 1451 a Franzisk Schidmann di Bolzano, "phleger auff Greiffenstain".
Ora il castello di Greifenstein è in stato di rudere. Esso è raggiungibile da Settequerce (Siebeneich) mediante una passeggiata di 1-2 ore.

## Descrizione
Dal basso, nella Val d'Adige il castello appare come una rovina di scarso impatto visivo. Solo sul posto si rivela chiaramente che il castello era un fortilizio possente, dotato di ampii avancorpi di difesa alla base della roccia.

## Archeologia
Negli anni 90 del XX secolo è stata fatta un'intensa campagna archeologica, svoltasi in diverse fasi, che ha regalato importanti reperti medioevali fra cui resti di ceramica.